# Musée des usines municipales de Colmar
Le musée des usines municipales est un musée qui touche le patrimoine industriel lié aux activités municipales de la ville (eau, gaz, électricité, transports publics).

## Localisation
Le musée est situé rue Rudenwadelweg à Colmar et loge dans un bâtiment de 1884.

## Historique
Le bâtiment qui accueille le musée est l'ancienne station de pompage du Neuland.

## Collections
Le musée est découpé en quatre espaces :
- une pompe à eau datant de 1903 et qui fonctionnait à l'aide d'une machine à vapeur ;
- un réverbère de 1896 dont le gaz qu'il utilisait était produit à partir de houille ;
- un groupe électrogène de 1906 fournissait l'électricité de secours d'un grand magasin ;
- l'histoire des transports publics est retracée via douze panneaux et trois vitrines, du tram-omnibus tracté par un cheval, par le tramway électrique à l'autobus actuel.

## Fréquentation
Ce musée n'ouvre qu'épisodiquement, notamment lors de la nuit des musées ou des journées du patrimoine.
| 2012 | 2013 | 2014 | 2015 | 2016 | 2017 |
| ---- | ---- | ---- | ---- | ---- | ---- |
| 290  | 538  | 355  | 620  | 460  | 630  |
| 2018 | 2019 | 2020 |      |      |      |
| 870  | 440  | 0    |      |      |      |